# Лисавино (городской округ Истра)

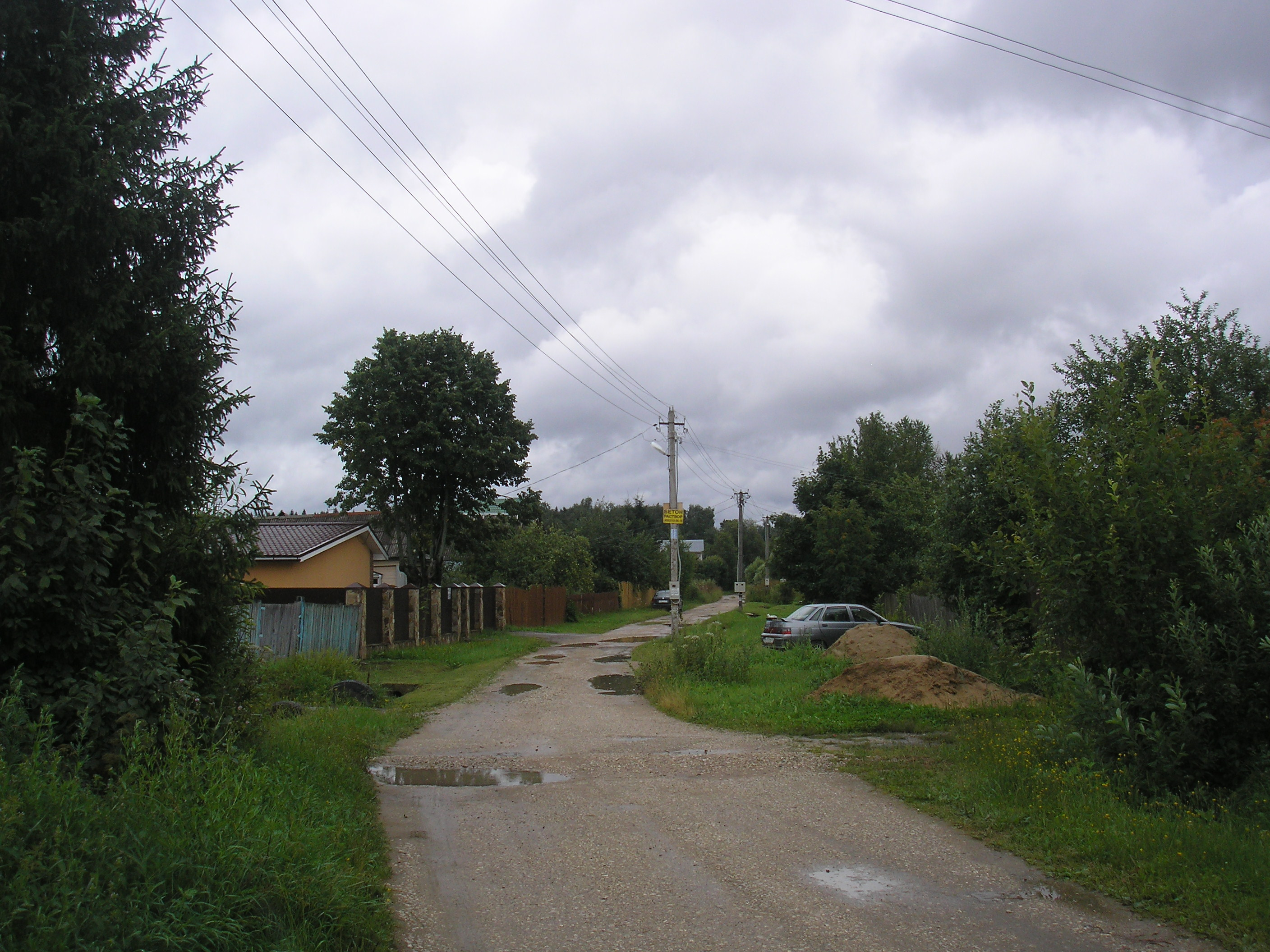

Лисавино — деревня в Ермолинском сельском поселении Истринского района Московской области. Население — 25 чел. (2010), в деревне 2 улицы, зарегистрировано 8 садовых товариществ. С Истрой связан автобусным сообщением (автобус № 39).
Находится на северо-востоке района, у границы с Солнечногорским, примерно в 8 км на северо-восток от Истры, высота над уровнем моря 197 м. Ближайшие населённые пункты: Адуево в 1,5 км на запад, Холмы в 1,5 км на северо-запад и Еремеево в 2,5 км на юго-восток. Также юго-восточнее, в полукилометре — платформа 155 км Большого кольца Московской железной дороги, у западной окраины деревни проходит кольцевая автодорога.

## Население
| 2002 | 2006 | 2010 |
| ---- | ---- | ---- |
| 25   | ↘17  | ↗25  |